# Christian Nienhaus

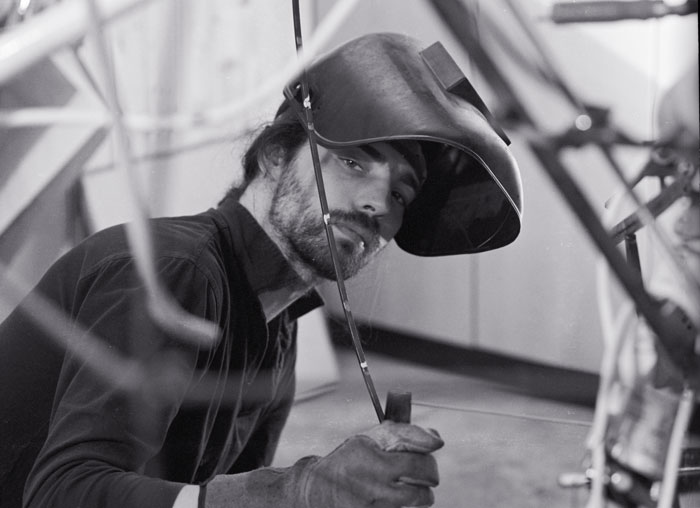
Christian Nienhaus

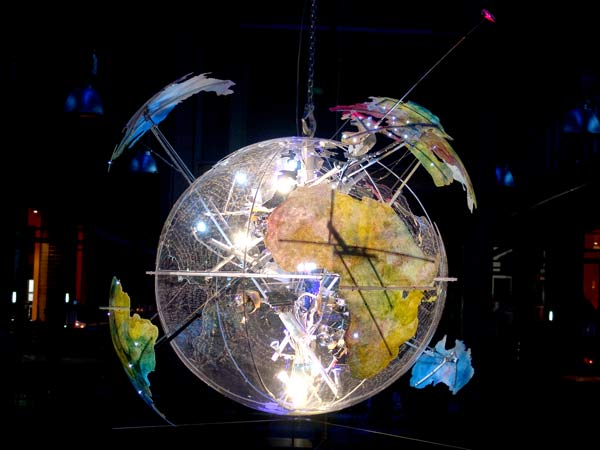
ErdSein, Kinetische Skulptur

Christian Nienhaus (* 21. September 1976 in Gelsenkirchen) ist ein deutscher Künstler, der sich mit freier Malerei und Kinetischer Kunst beschäftigt.

## Leben und Werk
Nienhaus absolvierte nach seinem Abschluss als Gestaltungstechnischer Assistent, mit dem Schwerpunkt Grafik- und Objektdesign ein Studium an der Akademie für Mode & Design in Düsseldorf. Anschließend studierte er Freie Kunst an der Ruhrakademie von 1999 bis 2002. Christian Nienhaus lebt und arbeitet als freier Künstler in Gelsenkirchen-Buer.
Anlässlich der Fußball-Weltmeisterschaft 2006 kreierte Christian Nienhaus ein Kunstobjekt namens Erdsein: Kontinente entfernen sich immer weiter voneinander. Durch das Zusammenfügen der Erdteile begreift man, dass gerade das Spiel einen Weg ebnet, Grenzen und Konflikte zu überwinden. Nachdem sich die Kontinente mit Hilfe hydraulischer Hubmotoren nacheinander aus der Kugel entfernen, ziehen sie sich gemeinsam wieder zusammen. Mit dieser Kinetischen Weltkugel wollte Nienhaus auf die politische Situation der Menschen aufmerksam machen.
2009 erprobte Nienhaus eine neue Art der Kunstkommunikation: Er präsentierte sich live im Internet und forderte die Menschheit auf, ihm Inspirationen zu senden, welche synchron über einen Beamer auf eine Leinwand projiziert wurden. Mit dieser Performance erreichte Nienhaus tausende Menschen weltweit.

## Einzelausstellungen
- »Zeitcodierungen«, Gelsenkirchen
- »Empfindungsphasen«, Volksbank Ruhr Mitte
- »Empfindungsphasen«, Schweiz/Zürich
- »Erdscheinsonate«, Messe München-Riem
- »Palmenzweige«, Kanada/Toronto.
- »Projekt Moonsuite«, Dorsten
- »Villa-Rosa«, Spanien/Mallorca.
- »art meets science«, Dorsten.
- »Paukenschlag zur Blauen Stunde«, in der Kulturhauptstadt Europas, Essen.
- »Evolution«, Gelsenkirchen.
- »home run« Industrie-Club, Gelsenkirchen
- »Blickwinkel« Steigerhaus, Oberhausen.
- »Pirouetten« Gelsenkirchen-Buer.

## Arbeiten im öffentlichen Raum (Auswahl)
- Kunst in der City »auf-GE-zäunt«, terra equus 2000
- »Projekt Westerholter Straße 28« Gelsenkirchen 2002
- Gemeinschaftsausstellung »24 Stunden Schwerte« 2002
- incolumis ExtraSchicht »Sympathiezauber« Nordsternpark Gelsenkirchen 2003
- Kunstprojekt »Atelier« - Installation einer Kunsthalle, Spanien/Mallorca 2004
- »Maschinen & Motoren«, Marl-Hüls 2004
- Erdsein, kinetische Skulptur, Fußball-Weltmeisterschaft 2006 Gelsenkirchen-Buer 2006
- »ÜBERWIEGEND BEWEGEND« ARTORT Gladbeck 2006
- Filmpräsentation » ErdSein«, USA SoHo (Manhattan) 2006
- Projekt »art meets science«, PraxisKlinik Dr. Schlotmann Dorsten 2007
- Broadcast LIVE streaming inspire me, Worldwide Live Performance, ersten World-Wide-Internetstream Live Performance 2009
- Projekt »Ras al Khaimah«, Vereinigte Arabische Emirate 2009
- Ausstellung »Art meets Aquavitae«, Essen 2010
- Projekt »Vier für Viele«, Zeche Zollverein, Essen 2011
- Ausstellung »Jahresschau Gelsenkirchener Künstler«, Kunstmuseum, Gelsenkirchen 2011
- Aufnahme in die öffentliche Kunstsammlung, Kinetikes Objekt »Hannes und die Künstler 2005«, Kunstmuseum, Gelsenkirchen-Buer. 2011
- Ausstellung »Estrella« Bulthaup, München. 2012
- BMW Kunstadventskalenders »Artists for Kids«, München, Frankfurt, Berlin. 2012
- Ausstellung »Meine Dompteurin« Barcelona, Spanien. 2013
- Gewinner des H&D Award für »Art meets kitchen« 2014
- Tour »Evolution«, Barcelona und Mallorca/Spanien, Schweiz/Zürich. 2015
- Ausstellung »Aqua« LUXE PACK, Monaco. 2015
- Ausstellung »Pirouetten« L'Horizon Deck, Fairmont Monte Carlo. 2016
- Ausstellung »September in Monaco«, PCD, Paris. 2017
- Ausstellung » Pirouetten«, USA SoHo (Manhattan) 2017
- Initiative zur Wiedererrichtung des Kirchturmes von St. Urbanus, Gelsenkirchen-Buer, 2024
- Beabsichtigter Weltrekordversuch „Colourful Art of Football“ anlässlich der Fußball-Europameisterschaft 2024 in der Arena auf Schalke[1]

## Performance
- Performance »Painting for Children, UNICEF«. »WDR Lokalzeit Ruhr«.
- Christian Nienhaus startete 2009 sein neues Projekt »World-Wide-Internetstream Live Performance«.

Am 22. März 2009 arrangierte er aus einer weißen Leinwand, einer Webcam und anderen Materialien die interaktive Live-Videostream-Session „Inspire me“. Aus allen Teilen der Erde sendeten Benutzer „Inspirationen“ in Form von Bildern, Texten und Musik. Diese Elemente wurden von dem Künstler einem Operator und Mediendesigner „Maik Breilmann“ zugespielt und auf die Leinwand projiziert. Die Kunstaktion dauerte 3½ Stunden und integrierte über 200 verschiedene „Inspirationen“ zu einem Kunstwerk.

## Charity
- Kuratoriumsmitglied der Manuel Neuer Kids Foundation.